# Christopher Williamson
Christopher Williamson (fl. XIX secolo) è stato un orologiaio britannico del XIX secolo.

## Biografia
Orologiaio, membro della Clockmakers' Company dal 1821. È noto che nel periodo 1740-1742 fu in affari al n. 74 di Cornhill.
Nel 1838 costruì un orologio meccanico che adesso fa parte delle collezioni del Museo Galileo di Firenze.